# Tallahassee, Florida
Tallahassee (IFA,  ˌ|t|æ|l|ə|ˈ|h|æ|s|i: ) este capitala statului Florida, Statele Unite ale Americii.  Tallahassee, care este totodată și sediul comitatului Leon, este cea de-a 128-a aglomerare urbană din Statele Unite. Tallahassee a devenit în 1824 capitala  entității teritoriale pre-statale Florida Territory, rămânând capitala ulteriorului stat Florida până astăzi. În 2010, populația înregistrată de United States Census Bureau fusese de 181.376 de locuitori, iar populația zonei metropolitane Tallahassee era de 367.413 locuitori..
Tallahassee este unul dintre cele mai proeminente orașe universitare din Uniune, găzduind mai multe universități și colegii universitare printre care se pot enumera Florida State University și Florida A&M University, în timp ce Florida A&M University – Florida State University College of Engineering este un proiect comun al celor două instituții de învățământ superior.  Alte instituții de educație includ Tallahassee Community College și campusuri subsidiare Saint Leo University, Thomas University, Keiser University, Barry University și Flagler College.